# Red Jacket (1853)
Red Jacket — корабль класса клипер. Первый корабль компании White Star Line. Был введён в эксплуатацию в 1853 году.

## История
Сначала Red Jacket использовался в США. На своём первом рейсе корабль установил рекорд скорости, переплывая из Нью-Йорка в Ливерпуль. Он добрался до Ливерпуля за 13 дней, 1 час, 25 минут.
24 апреля 1854 года судно было продано компании Pilkington и работало в Великобритании, а в 1883 в Португалию компании Blandy Brothers.

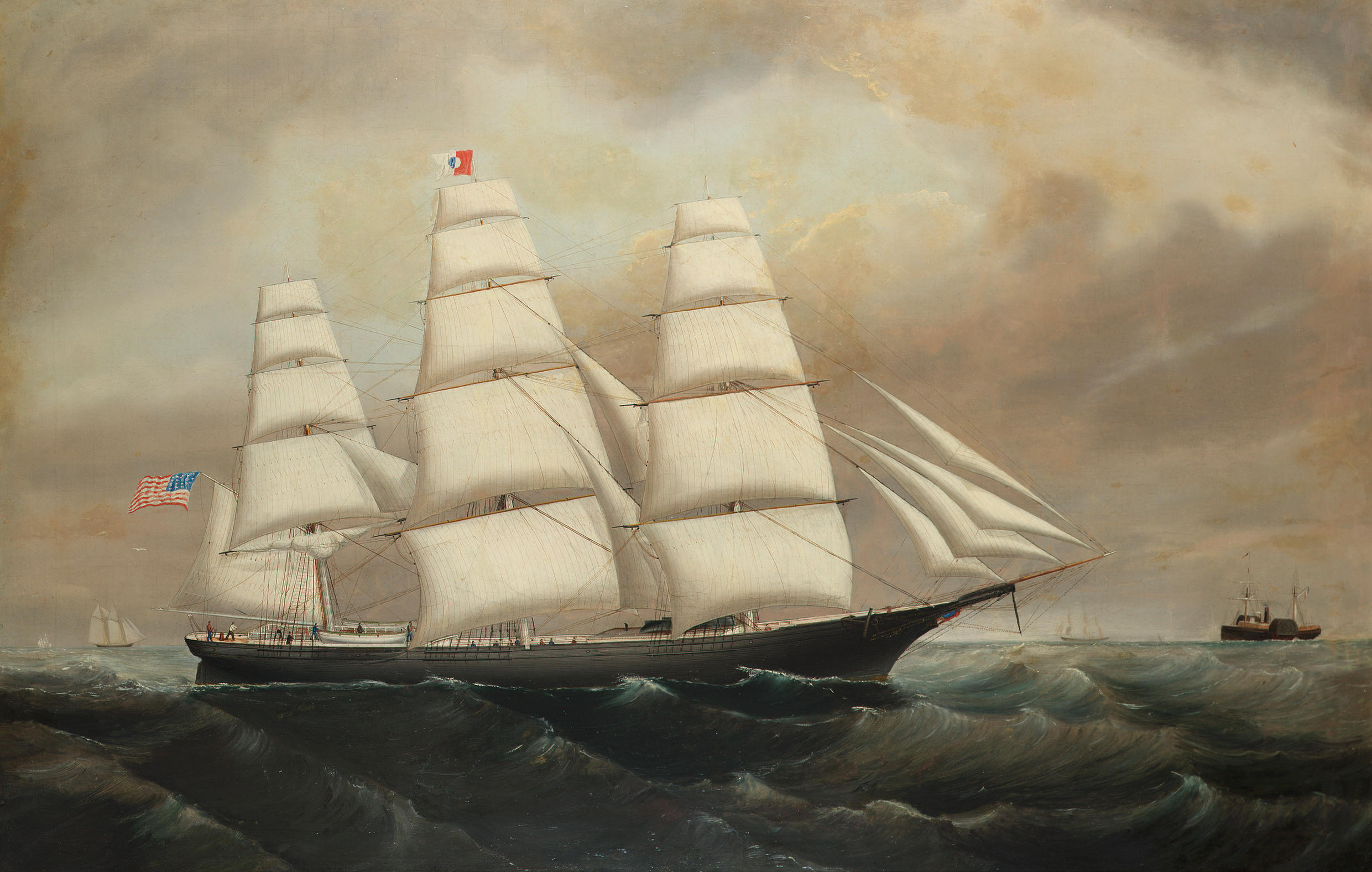
Картина 1854 года
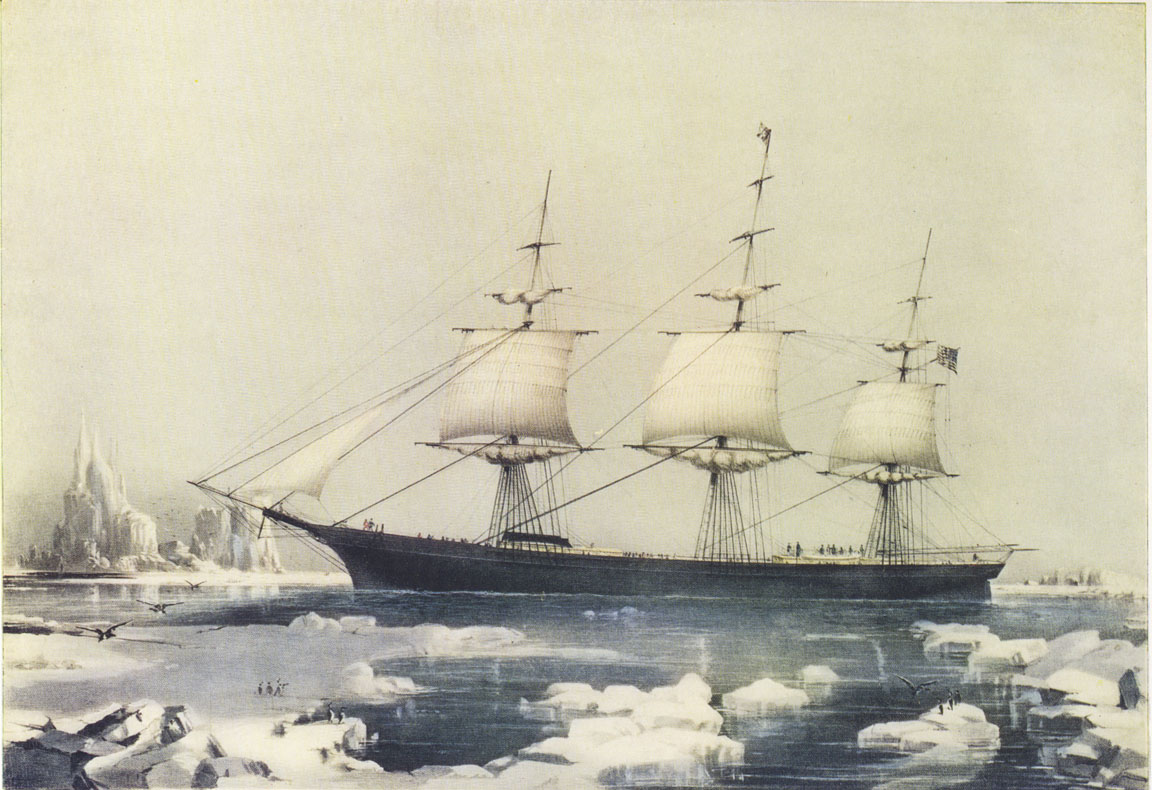
Ещё один вариант картины 1910 года

## Гибель
В 1885 году корабль был выброшен сильными ветрами на берег на Мадейре, где он использовался как блокшив с углём. Там он впоследствии и был разобран.